# 15e cérémonie des Golden Globes
La 15e cérémonie des Golden Globes a eu lieu le 22 février 1958, récompensant les films diffusés en 1957 et les professionnels s'étant distingués cette année-là.

## Palmarès
Les lauréats sont indiqués ci-dessous en premier de chaque catégorie et en caractères gras.

### Cinéma

#### Meilleur film dramatique
- Le Pont de la rivière Kwaï (The Bridge on the River Kwai)
  - Douze hommes en colère (12 Angry Men)
  - Car sauvage est le vent (Wild Is the Wind)
  - Sayonara
  - Témoin à charge (Witness for the Prosecution)

#### Meilleur film musical ou de comédie
- Les Girls
  - Prenez garde à la flotte
  - Ariane (Love in the Afternoon)
  - La Blonde ou la Rousse (Pal Joey)
  - La Belle de Moscou (Silk Stockings)

#### Meilleur réalisateur
- David Lean – Le Pont de la rivière Kwaï (The Bridge on the River Kwai)
  - Sidney Lumet – Douze hommes en colère (12 Angry Men)
  - Fred Zinnemann – Une poignée de neige (A Hatful of Rain)
  - Joshua Logan – Sayonara
  - Billy Wilder – Témoin à charge (Witness for the Prosecution)

#### Meilleur acteur dans un film dramatique
- Alec Guinness pour le rôle du Colonel Nicholson dans Le Pont de la rivière Kwaï (The Bridge on the River Kwai)
  - Marlon Brando pour le rôle du Major Lloyd Gruver dans Sayonara
  - Henry Fonda pour le rôle de Mr Davis, juré nº8 dans Douze hommes en colère (12 Angry Men)
  - Anthony Franciosa pour le rôle de Polo Pope dans Une poignée de neige (A Hatful of Rain)
  - Charles Laughton pour le rôle de Sir Wilfrid Robarts dans Témoin à charge (Witness for the Prosecution)

#### Meilleure actrice dans un film dramatique
- Joanne Woodward pour le rôle d'Eve White / Eve Black / Jane dans Les Trois Visages d'Ève (The Three Faces of Eve)
  - Marlene Dietrich pour le rôle de Christine Vole Helm dans Témoin à charge (Witness for the Prosecution)
  - Deborah Kerr pour le rôle de Sœur Angela dans Dieu seul le sait (Heaven Knows, Mr Allison)
  - Anna Magnani pour le rôle de Gioia dans Car sauvage est le vent (Wild Is the Wind)
  - Eva Marie Saint pour le rôle de Celia Pope dans Une poignée de neige (A Hatful of Rain)

#### Meilleur acteur dans un film musical ou une comédie
- Frank Sinatra pour le rôle de Joey Evans dans La Blonde ou la Rousse (Pal Joey)
  - Maurice Chevalier pour le rôle de Claude Chavasse dans Ariane (Love in the Afternoon)
  - Glenn Ford pour le rôle du Lt. Max Siegel dans Prenez garde à la flotte (Don't Go Near the Water)
  - David Niven pour le rôle de Godfrey Smith dans Mon homme Godfrey (My Man Godfrey)
  - Tony Randall pour le rôle de Rockwell P. Hunter / Lui-même / Lover Doll dans La Blonde explosive (Will Success Spoil Rock Hunter?)

#### Meilleure actrice dans un film musical ou une comédie
La récompense avait déjà été décernée.
(ex æquo)
- Taina Elg pour le rôle d'Angèle Ducros dans Les Girls
- Kay Kendall pour le rôle de Lady Sybil Wren dans Les Girls
  - Cyd Charisse pour le rôle de Ninotchka Yoschenko dans La Belle de Moscou (Silk Stockings)
  - Audrey Hepburn pour le rôle d'Ariane Chavasse dans Ariane (Love in the Afternoon)
  - Jean Simmons pour le rôle d'Anne Leeds dans Cette nuit ou jamais (This Could Be The Night)

#### Meilleur acteur dans un second rôle
- Red Buttons pour le rôle de Joe Kelly dans Sayonara
  - Lee J. Cobb pour le rôle de Juré nº 3 dans Douze hommes en colère (12 Angry Men)
  - Sessue Hayakawa pour le rôle du Colonel Saïto dans Le Pont de la rivière Kwaï (The Bridge on the River Kwai)
  - Nigel Patrick pour le rôle du Professeur Jerusalem Webstern Stiles dans L'Arbre de vie (Raintree County)
  - Ed Wynn pour le rôle de Paul Beaseley dans The Great Man

#### Meilleure actrice dans un second rôle
- Elsa Lanchester pour le rôle de miss Plimsoll dans Témoin à charge (Witness for the Prosecution)
  - Mildred Dunnock pour le rôle de Mlle Elsie Thornton dans Les Plaisirs de l'enfer (Peyton Place)
  - Hope Lange pour le rôle de Selena Cross dans Les Plaisirs de l'enfer (Peyton Place)
  - Heather Sears pour le rôle d'Esther Costello dans Le Scandale Costello (The Story of Esther Costello)
  - Miyoshi Umeki pour le rôle de Katsumi Kelly dans Sayonara

#### Meilleur film en langue étrangère
Récompensant un film étranger.
(ex æquo)
- Les Confessions de Félix Krull (Bekenntnisse des Hochstaplers Felix Krull) •  Allemagne de l'Ouest
- Tizoc •  Mexique
- Kiiroi karasu •  Japon

Récompensant un film étranger en langue anglaise.
- La Femme en robe de chambre (Woman in a Dressing Gown) •  Royaume-Uni

#### Golden Globe de la révélation masculine de l'année
La récompense avait déjà été décernée.
(ex æquo)
- James Garner
- John Saxon
- Patrick Wayne

#### Golden Globe de la révélation féminine de l'année
La récompense avait déjà été décernée.
(ex æquo)
- Sandra Dee
- Carolyn Jones
- Diane Varsi

### Télévision

#### Television Achievement
La récompense avait déjà été décernée.
(ex æquo)
- Coke Time (en) – Eddie Fisher
- Alfred Hitchcock présente – Alfred Hitchcock
- Jack Benny
- The Big Surprise (en) – Mike Wallace

### Spéciales

#### Cecil B. DeMille Award
- Buddy Adler

#### Henrietta Award
Récompensant un acteur et une actrice.
La récompense avait déjà été décernée.
- Tony Curtis
- Doris Day

#### Special Achievement Award
La récompense avait déjà été décernée.
(ex æquo)
- Hugo Friedhofer for bettering the standard of motion picture music.
- Jean Simmons pour l'actrice la plus polyvalente[3].
- Zsa Zsa Gabor pour l'actrice la plus glamour[4].
- Bob Hope pour un ambassadeur de bonne volonté[5].
- Le Roy Prinze

#### Golden Globe de la meilleure promotion pour l'entente internationale
La récompense avait déjà été décernée.
- La Route joyeuse (The Happy Road) – Gene Kelly

#### Best World Entertainment Through Musical Films
- George Sidney